# Dejounte Murray
Dejounte Dashaun Murray (Seattle, 19 de setembro de 1996) é um jogador norte-americano de basquete profissional que atualmente joga no Atlanta Hawks na National Basketball Association (NBA).
Ele jogou basquete universitário na Universidade de Washington e foi selecionado pelo San Antonio Spurs como a 29ª escolha geral no draft da NBA de 2016.
Em 2022, Murray foi nomeado para seu primeiro All-Star Game e liderou a liga em roubos de bola. Ele é o líder dos Spurs em triplos-duplos.

## Carreira no ensino médio
Murray estudou na Rainier Beach High School em Seattle, Washington. A escola é uma potência do basquete, tendo produzido talentos da NBA como Jamal Crawford, Terrence Williams, Nate Robinson e Kevin Porter Jr.
Murray levou a escola a três títulos do Campeonato Estadual. Entre outras honras que recebeu, Murray foi nomeado Mr. Basketball de Washington pela Washington Interscholastic Basketball Coaches Association.

## Carreira universitária
Como calouro na Universidade de Washington, Murray foi nomeado para a Segunda-Equipe e para a Equipe de Calouros da Pac-12 após ter médias de 16,1 pontos, 5,9 rebotes, 4,4 assistências e 1,8 roubos de bola em 33,5 minutos.
Em 23 de março de 2016, Murray se declarou para o draft da NBA de 2016, abrindo mão de seus últimos três anos de elegibilidade universitária.

## Carreira profissional

### San Antonio Spurs (2016–2022)
Em 23 de junho de 2016, Murray foi selecionado pelo San Antonio Spurs como a 29ª escolha geral no draft da NBA de 2016. Em 14 de julho, ele assinou um contrato de 4 anos e US$6.3 milhões com a equipe.
Em 29 de outubro de 2016, no terceiro jogo dos Spurs na temporada de 2016–17, Murray fez sua estreia na NBA e registrou dois rebotes e uma assistência na vitória por 98-79 sobre o New Orleans Pelicans. Durante sua temporada de estreia, ele jogou alguns jogos no Austin Spurs da NBA Development League.
Em 5 de maio de 2017, com Tony Parker descartado para o resto dos playoffs devido a uma lesão na perna, os Spurs optaram por botar Murray como armador titular no Jogo 3 da segunda rodada dos playoffs contra o Houston Rockets. Ele marcou dois pontos em 15 minutos de uma vitória de 103-92 e os Spurs assumiram uma vantagem de 2–1 na série. Ele ajudou os Spurs a vencer a série contra os Rockets após registrar 11 pontos, 10 rebotes e 5 assistências na vitória do Jogo 6. Ele se tornou apenas o quarto novato na história dos Spurs a registrar um duplo-duplo de ponto / rebote em um jogo de playoffs, juntando-se a David Robinson, Tim Duncan e Kawhi Leonard. Os Spurs acabaram perdendo para o Golden State Warriors nas finais da Conferência Oeste.
Na abertura da temporada dos Spurs em 18 de outubro de 2017, Murray registrou 16 pontos, cinco rebotes e duas assistências na vitória por 107-99 sobre o Minnesota Timberwolves. Em 9 de dezembro de 2017, ele teve 14 rebotes na vitória por 104–101 sobre o Phoenix Suns. Em 3 de fevereiro de 2018, em uma derrota por 120-111 para o Utah Jazz, Murray se tornou o primeiro jogador desde Kawhi Leonard com 500 pontos e 300 rebotes em seus primeiros 100 jogos com os Spurs. Em 19 de março de 2018, em uma vitória por 89-75 sobre os Warriors, Murray teve oito rebotes para estabelecer o recorde da franquia de mais rebotes em uma única temporada por um armador. Murray alcançou 385 rebotes em 1.436 minutos, superando o total de 378 rebotes de Johnny Moore em 2.689 minutos. No Jogo 4 da primeira rodada dos playoffs contra os Warriors, Murray fez 3 cestas de 3 pontos no primeiro tempo, o maior número de três pontos feitos nos playoffs sem errar por um jogador dos Spurs desde Steve Kerr (2003) e Patty Mills (2014). No final da temporada, ele foi selecionado para a Segunda-Equipe Defensiva da NBA, tornando-se o jogador mais jovem na história da NBA a ser nomeado.
Em 7 de outubro de 2018, Murray sofreu uma lesão no ligamento cruzado anterior direito em um jogo de pré-temporada contra os Rockets. Ele perdeu toda a temporada de 2018-19. Em outubro de 2019, os Spurs e Murray concordaram com um contrato de 4 anos e US$ 64 milhões, elevando o contrato para US$ 70 milhões com incentivos. Em 26 de dezembro de 2020, Murray registrou seu primeiro triplo-duplo na carreira com 11 pontos, 10 rebotes e 10 assistências na vitória por 119-114 contra o Toronto Raptors. Em 8 de fevereiro de 2021, ele teve 27 pontos, 10 rebotes e oito roubos de bola, o recorde de sua carreira, na vitória por 105-100 contra os Warriors.
Em 7 de fevereiro de 2022, Murray foi nomeado para seu primeiro All-Star Game como substituto de Draymond Green. Em 13 de fevereiro, em uma vitória por 124–114 sobre os Pelicans, Murray se tornou o primeiro jogador na história da NBA a registrar pelo menos 30 pontos, 10 rebotes e 0 turnovers em jogos consecutivos desde que os turnovers individuais foram registradas pela primeira vez em 1977–78. Ele terminou em segundo lugar, atrás de Ja Morant, na votação para o Jogador que Mais Evoluiu. Murray terminou a temporada de 2022 como o primeiro jogador na história da NBA com médias de 20 pontos, 8 rebotes, 9 assistências e 2 roubos de bola.

### Atlanta Hawks (2022–Presente)
Em 30 de junho de 2022, Murray foi negociado, junto com Jock Landale, para o Atlanta Hawks em troca de Danilo Gallinari e várias escolhas de draft.
Em 19 de outubro, Murray fez sua estreia nos Hawks e registrou 20 pontos, 11 assistências, cinco rebotes e cinco roubos de bola na vitória por 117–107 sobre o Houston Rockets. Em 2 de novembro, ele teve 36 pontos, 9 assistências e 6 roubos de bola na vitória por 112-99 contra o New York Knicks. Em 5 de novembro, Murray registrou seu primeiro triplo-duplo com os Hawks, registrando 22 pontos, 10 rebotes e 11 assistências na vitória por 124-121 contra o New Orleans Pelicans. Em 25 de novembro, ele teve 39 pontos na derrota por 122-128 contra os Rockets.
Em 20 de janeiro de 2023, Murray levou os Hawks a uma vitória por 129–124 sobre os Knicks com 29 pontos e 12 assistências, o recorde da temporada. Em 30 de janeiro, ele teve 40 pontos na derrota por 125-129 contra o Portland Trail Blazers. Em 3 de março, Murray marcou 41 pontos, o recorde de sua carreira, em uma vitória por 129-111 sobre os Trail Blazers. No Jogo 3 da série da primeira rodada contra o Boston Celtics, Murray marcou 25 pontos, pegou seis rebotes, fez cinco assistências e conseguiu um roubo de bola na vitória por 130–122. Ele se juntou a Trae Young como o primeiro par de companheiros dos Hawks a marcar pelo menos 25 pontos, cinco rebotes e cinco assistências em um jogo de playoff desde Lenny Wilkens e Bill Bridges em 1966.
Em 30 de outubro de 2023, Murray igualou seu recorde pessoal de 41 pontos, além de registrar sete rebotes, cinco assistências e dois roubos de bola na vitória por 127–113 sobre o Minnesota Timberwolves. Em 9 de novembro, ele fez uma cesta de três pontos decisiva na vitória por 116–115 sobre o Orlando Magic.
Em 17 de janeiro de 2024, Murray marcou 26 pontos, fez cinco assistências, pegou cinco rebotes e acertou um arremesso decisivo no estouro do cronômetro na vitória por 106–104 sobre o Magic. Em 19 de janeiro, no jogo seguinte dos Hawks, ele fez 22 pontos, 11 assistências e mais uma cesta decisiva na vitória por 109–108 sobre o Miami Heat. Em 28 de março, Murray marcou um recorde pessoal de 44 pontos, além de acertar um arremesso decisivo de média distância na vitória por 123–122 na prorrogação contra o Boston Celtics.

## Estatísticas da carreira

### NBA

#### Temporada regular
| Ano      | Equipe      | PJ  | PT  | MPJ  | AP   | 3P   | LL    | RT  | AS  | BR   | TO  | PPJ  |
| -------- | ----------- | --- | --- | ---- | ---- | ---- | ----- | --- | --- | ---- | --- | ---- |
| 2016–17  | San Antonio | 38  | 8   | 8.5  | .431 | .391 | .700  | 1.1 | 1.3 | .2   | .2  | 3.4  |
| 2017–18  | San Antonio | 81  | 48  | 21.5 | .443 | .265 | .709  | 5.7 | 2.9 | 1.2  | .4  | 8.1  |
| 2019–20  | San Antonio | 66  | 58  | 25.6 | .462 | .369 | .798  | 5.8 | 4.1 | 1.7  | .3  | 10.9 |
| 2020–21  | San Antonio | 67  | 67  | 31.9 | .453 | .317 | .791  | 7.1 | 5.4 | 1.5  | .1  | 15.7 |
| 2021–22  | San Antonio | 68  | 68  | 34.8 | .462 | .327 | .794  | 8.3 | 9.2 | 2.0* | .3  | 21.1 |
| 2022–23  | Atlanta     | 74  | 74  | 36.4 | .464 | .344 | .832  | 5.3 | 6.1 | 1.5  | .3  | 20.5 |
| 2023–24  | Atlanta     | 78  | 78  | 35.7 | .459 | .363 | .794  | 5.3 | 6.4 | 1.4  | .3  | 22.5 |
| Carreira | Carreira    | 472 | 401 | 27.7 | .453 | .339 | .773  | 5.5 | 5.0 | 1.3  | .2  | 14.5 |
| All-Star | All-Star    | 1   | 0   | 27.0 | .636 | .333 | 1.000 | 5.0 | 5.0 | .0   | 1.0 | 17.0 |

#### Play-In
| Ano      | Equipe      | PJ | PT | MPJ  | AP   | 3P   | LL    | RT   | AS   | BR  | TO  | PPJ  |
| -------- | ----------- | -- | -- | ---- | ---- | ---- | ----- | ---- | ---- | --- | --- | ---- |
| 2021     | San Antonio | 1  | 1  | 38.9 | .235 | .000 | 1.000 | 13.0 | 11.0 | 2.0 | 1.0 | 10.0 |
| 2022     | San Antonio | 1  | 1  | 33.9 | .263 | .200 | 1.000 | 9.0  | 5.0  | .0  | 1.0 | 16.0 |
| 2023     | Atlanta     | 1  | 1  | 36.6 | .438 | .375 | .500  | 5.0  | 6.0  | .0  | 1.0 | 18.0 |
| 2024     | Atlanta     | 1  | 1  | 45.6 | .524 | .500 | .833  | 7.0  | 6.0  | 2.0 | .0  | 30.0 |
| Carreira | Carreira    | 4  | 4  | 38.7 | .365 | .268 | .833  | 8.5  | 7.0  | 1.0 | .7  | 18.5 |

#### Playoffs
| Ano      | Equipe      | PJ | PT | MPJ  | AP   | 3P   | LL    | RT  | AS  | BR  | TO | PPJ  |
| -------- | ----------- | -- | -- | ---- | ---- | ---- | ----- | --- | --- | --- | -- | ---- |
| 2017     | San Antonio | 11 | 2  | 15.3 | .377 | .000 | .680  | 2.5 | 2.5 | 1.5 | .1 | 5.7  |
| 2018     | San Antonio | 5  | 5  | 19.2 | .452 | .667 | .778  | 4.2 | 1.8 | 1.0 | .4 | 7.8  |
| 2023     | Atlanta     | 5  | 5  | 38.1 | .447 | .378 | 1.000 | 7.2 | 6.8 | 2.0 | .2 | 23.0 |
| Carreira | Carreira    | 21 | 12 | 24.2 | .425 | .348 | .819  | 4.6 | 3.6 | 1.5 | .2 | 12.1 |

### Universitário
| Ano     | Equipe     | PJ | PT | MPJ  | AP   | 3P   | LL   | RT  | AS  | BR  | TO | PPJ  |
| ------- | ---------- | -- | -- | ---- | ---- | ---- | ---- | --- | --- | --- | -- | ---- |
| 2015–16 | Washington | 34 | 34 | 33.5 | .416 | .288 | .663 | 6.0 | 4.4 | 1.8 | .3 | 16.1 |

## Prêmios e Homenagens
- NBA All-Star: 2022
- NBA All-Defensive Team: 
  - segundo time: 2018